# Atom
Con il termine Atom, in informatica, ci si riferisce a due standard distinti. Atom Syndication Format è un formato di documento basato su XML, per la sottoscrizione di contenuti web, come blog o testate giornalistiche. Atom Publishing Protocol (AtomPub o APP) è invece un semplice protocollo basato su HTTP usato per la lettura, creazione e aggiornamento di risorse web.
Atom è basato sull'esperienza delle varie versioni del protocollo lanciato da Netscape, RSS. In passato Atom è stato conosciuto (anche se solo per un breve periodo) come "Pie" e poi come "Echo".
La specifica completata di Atom è stata presentata all'IETF per l'approvazione, nel giugno 2005, l'ultimo passo per diventare uno standard internet RFC. A luglio, il formato di pubblicazione Atom è stato dichiarato pronto per essere implementato . L'ultimo formato dei dati e dei protocolli di pubblicazione di Atom sono linkati nella home page del gruppo di lavoro.
Prima che Atom entrasse nello IETF, il gruppo ha prodotto "Atom 0.3", che supporta una moltitudine di strumenti per la sottoscrizione, sia per chi riceve la sottoscrizione, sia per chi la pubblica. Anche alcuni servizi di Google, come Blogger o Gmail, usano questo formato di pubblicazione.
Così come produce il formato di sottoscrizione, il Progetto Atom sta lavorando sul Protocollo di Pubblicazione Atom, con lo scopo di migliorare e standardizzare i meccanismi di pubblicazione già esistenti come le API Blogger e il protocollo server/client XML-RPC LiveJournal.

## Utilizzo
I feed vengono usati dalla comunità dei blogger per condividere gli ultimi articoli scritti, dei brevi riassunti, il testo completo o addirittura dei file multimediali allegati. Atom fornisce inoltre una modalità standard per esportare un intero blog, o parte di esso, per fare un backup o per reimportarlo e migrarlo in un altro sistema di blogging.
È molto comune trovare i feed anche su maggiori e più popolari siti web. Spesso viene lasciata all'utente la possibilità di scegliere se usare i feed in formato RSS o Atom.

## Esempio di feed Atom 1.0
Un esempio di documento Feed Atom:
```
<?xml version="1.0" encoding="utf-8"?>

<feed
 
xmlns=
"http://www.w3.org/2005/Atom"
>

 
<title>
Feed
 
di
 
esempio
</title>

 
<subtitle>
Testo
 
del
 
sotto-titolo
 
qui
</subtitle>

 
<link
 
href=
"http://example.org/"
/>

 
<updated>
2003-12-13T18:30:02Z
</updated>

 
<author>

   
<name>
jonny
 
doe
</name>

   
<email>
jonny@mail.com
</email>

 
</author>

 
<id>
urn:uuid:60a76c80-d399-11d9-b93C-0003939e0af6
</id>

 
<entry>

   
<title>
I
 
robot
 
Atom
 
usano
 
Amok
</title>

   
<link
 
href=
"http://example.org/2003/12/13/atom03"
/>

   
<id>
urn:uuid:1225c695-cfb8-4ebb-aaaa-80da344efa6a
</id>

   
<updated>
2003-12-13T18:30:02Z
</updated>

   
<summary>
Testo
 
del
 
sommario.
</summary>

 
</entry>

</feed>

```

### Inclusione in un documento XHTML
Il seguente tag deve essere inserito nella sezione head di un documento XHTML per fornire un collegamento ad un feed Atom:
```
<link
 
href=
"atom.xml"
 
type=
"application/atom+xml"
 
rel=
"alternate"
 
title=
"Feed ATOM del sito"
 
/>

```